# Filiberto Scarpelli (regista)
Filiberto Scarpelli (Roma, 3 luglio 1947) è un regista e fotografo italiano.

## Biografia
Figlio del direttore della fotografia Marco Scarpelli, ha iniziato la sua attività in qualità di fotografo. Il suo primo lavoro di rilievo è stato con il regista Angelo d'Alessandro per il quale ha realizzato le foto della serie televisiva Fotostorie nel 1969. Dal 1973 al 2012 ha lavorato alla Sapienza Università di Roma quale responsabile del Laboratorio di Paletnologia. Le sue foto illustrano la maggior parte delle pubblicazioni relative agli scavi condotti in Anatolia Orientale (Arslantepe), in Medio Oriente e in Italia dal Dipartimento di Scienze dell'Antichità. Fra le altre: Vivere sul Lago di Manfredini, Conati, Carboni; Le Dune, il Lago, il Mare di A. Manfredini; Conelle di Arcevia  di Cazzella, Moscoloni, Recchia; Arslantepe alle Origini del Potere, catalogo della Mostra, 2004; Salvatore Puglisi, nella Paletnologia Italiana, a cura di Sandra Manfredini, Cecilia Conati, Filiberto Scarpelli; Avventure e Osservazioni sulle Coste di Barberia I e II volume, di Filippo Pananti, a cura di Filiberto e Giacomo Scarpelli. Il Gatto Felics e le sue sette vite di Filiberto Scarpelli, Gallucci Editore 2016. In corso di pubblicazione: Le Persone, gli Animali, le Cose di Filiberto Scarpelli. In campo cinematografico è autore di numerosi cortometraggi e documentari, fra i quali: I Tesori della Postumia (1998); Arslantepe, il tempo in posa (2000); Preghiere di fango, un racconto fotografico (2002) (regia con Massimo Casavola, Film documentario d'arte, selezionato per la finalissima del concorso internazionale/Festival del film d'arte edizione 2004 e classificatosi secondo dietro a “Lo sguardo di Michelangelo”, di Michelangelo Antonioni; Il Ludwig di Visconti storia del film e della sua ricostruzione (2002); I Custodi del Tempo; Un viaggio nel Tempio; Gesti di scavo; L'Università di notte (2005); Ornavasso nella memoria (2005); Ricordando in musica (2006) (concerto con immagini eseguito nei Teatri dell'Opera di Bari, Malaga, Nizza;  Noi Ricordiamo (2007); Suso si affaccia sul mondo (2007); Microstorie protostoriche, gli abitanti di Ornavasso in Età pre-romana (2013); Tormenti - Film disegnato (2011), è il suo primo lungometraggio, realizzato sui disegni dello zio sceneggiatore Furio Scarpelli.
È membro dell'Accademia del Cinema Italiano dal 2009.

## Filmografia
- Tormenti - Film disegnato (2011)
- Suso si affaccia sul mondo (2007)
- Noi ricordiamo (2007)
- Ricordando in musica (2006)
- Ornavasso Microstorie Protostoriche (2005)
- Arslantepe, il tempo in posa (2004)
- Omaggio a S.M. Puglisi (2004)
- I custodi del tempo (2004)
- Il Ludwig di Visconti (2002)
- Preghiere di fango (2002)
- I tesori della postumia (1998)

## Riconoscimenti
- Premio Speciale assegnato dalla Giuria dei Nastri d'argento 2012 – È il riconoscimento cinematografico italiano assegnato annualmente dal Sindacato Nazionale Giornalisti Cinematografici Italiani.
- Ciak d'Oro 2012 – Ha vinto il Ciak d'Oro nella categoria Belli & Invisibili.
- A dicembre 2012 al festival de La Primavera del Cinema Italiano il film è stato omaggiato con un premio alla memoria dell'autore: Furio Scarpelli. L'onorificenza Omaggio a Furio Scarpelli è stata consegnata dal regista Mimmo Calopresti al figlio Giacomo Scarpelli e al nipote Filiberto Scarpelli, rispettivamente sceneggiatore e regista del film.
- Premio Speciale assegnato dalla Giuria al Santa Marinella Film Festival (2013)